# Галактичка корона
Термин галактичка корона се користи да би се описала врела јонизована гасна компонента Млечног пута.